# Burgessia
Burgessia é um gênero de artrópodes que viveu durante o período Cambriano no Folhelho Burgess, Canadá.

## Descrição
Espécimes adultos de Burgessia poderiam chegar dos 4mm até os 17mm de comprimento. Eles possuíam duas antenas, uma carapaça e 10 pares de pernas. O télson de Burgessia era flexível, porém, se ele ficasse relaxado o télson endurecia.

## Ecologia
Burgessia andava no solo marinho, e provavelmente usava suas antenas e pernas cefálicas para colher partículas de comida no solo direto para sua boca. A capacidade de natação de Burgessia provavelmente era mínima.